# Кировский сельсовет (Алейский район)
Ки́ровский сельсове́т — муниципальное образование со статусом сельского поселения и административно-территориальное образование в Алейском районе Алтайского края России. 
Административный центр — село Кировское.

## Население
| 1997  | 1998  | 1999  | 2000  | 2001  | 2002  | 2003  | 2004  | 2005  |
| ----- | ----- | ----- | ----- | ----- | ----- | ----- | ----- | ----- |
| 1781  | ↘1723 | ↘1721 | ↘1719 | ↘1633 | ↘1617 | ↘1545 | ↘1462 | ↘1271 |
| 2006  | 2007  | 2008  | 2009  | 2010  | 2011  | 2012  | 2013  | 2014  |
| ↘1244 | ↘1213 | ↗1238 | ↘1223 | ↘985  | ↘978  | ↘890  | ↘849  | ↘814  |
| 2015  | 2016  | 2017  | 2018  | 2019  | 2020  | 2021  |       |       |
| ↘772  | ↘742  | ↘725  | ↘694  | ↘657  | ↘636  | ↘604  |       |       |

По результатам Всероссийской переписи населения 2010 года численность населения муниципального образования составила 985 человек, в том числе 462 мужчины и 523 женщины.

## Состав сельского поселения
| № | Населённый пункт | Тип населённого пункта       | Население |
| - | ---------------- | ---------------------------- | --------- |
| 1 | Дубровский       | посёлок                      | ↘45       |
| 2 | Кировское        | село, административный центр | ↘482      |
| 3 | Кондратьевский   | посёлок                      | ↘56       |
| 4 | Краснодубровский | посёлок                      | ↗158      |
| 5 | Новоникольский   | посёлок                      | ↗108      |